# Vicente de Carvalho (Guarujá)
Vicente de Carvalho é um distrito do município brasileiro de Guarujá, que integra a Região Metropolitana da Baixada Santista, no litoral do estado de São Paulo.

## História

### Origem
O atual bairro do Itapema, em Vicente de Carvalho, foi o local da Ilha de Santo Amaro onde se fixou o povoador Jorge Ferreira, um dos fundadores de Santos, e onde no mesmo século XVI foi construído o Forte da Vera Cruz de Itapema, para defesa do porto de Santos e da então vila fronteira. Mais tarde (fins do século XIX), foi construída a pouca distância do velho Forte a Estação das Barcas de Guarujá, até hoje existente.
O topônimo procede do chamado tupi: Ita "pedra", Pê "quebrar, torcer, dobrar", e o sufixo Ma (breve) para formar "supino" (como ensina João Mendes de Almeida), com o significado de "Morro quebrado mais de uma vez" ou "pedra muito quebrada", aludindo aos pequenos morros ali existentes, que pareciam quebrados três vezes, acompanhados de grandes pedras como satélites.
Esses morrotes muito conhecidos e seus pedrouços vêm sendo destruídos há muito tempo, utilizados em aterros e empedramentos diversos, na Base de Aviação da Bocaina, em Itapema e em Vicente de Carvalho, a nova localidade (distrito de Guarujá) que começando no Itapema, propriamente dito, segue pela várzea do Paecará (que comumente grafam: Pae-Cará), ligando-se a Conceiçãozinha e ao ferry-boat.
O Forte do Itapema, único monumento histórico de Vicente de Carvalho, está atualmente em estado de abandono, correndo o risco de desaparecer.
Em 2016 foi firmado um acordo entre a prefeitura de Guarujá e a União para revitalização do Forte.

### Formação administrativa
- Decreto nº 15.540 de 15/01/1946 - Fica criada no distrito de Guarujá, município do mesmo nome, a 2.ª subdelegacia de Polícia, com sede no bairro do Itapema[5].
- Distrito criado pela Lei n° 2.456 de 30/12/1953, com sede no povoado de Itapema e terras desmembradas do distrito sede de Guarujá[6][7].

### Pedidos de emancipação
Os habitantes de Vicente de Carvalho já manifestaram (e continuam a manifestar) seu desejo de que o nome do seu distrito e futura cidade volte a ser Itapema ou melhor Porto Itapema, nome que invoca a sua vocação portuária.
Em 2013 o distrito entrou com novo pedido de emancipação. Um grupo de moradores, empresários, profissionais liberais e comerciantes se uniram e criaram o Movimento Pela Emancipação Politica-Administrativa de Vicente de Carvalho - MEVC, tendo como presidente o Corretor de Imóveis Clayton Cesar Leite Rodrigues. O Movimento continua atuante com reuniões periódicas e em 2018 uma nova tentativa de votação da Lei entrará em pauta no Congresso, os emancipacionistas acreditam que conseguirão aprovar a lei e sancioná-la.

## Geografia

Farol do Itapema.

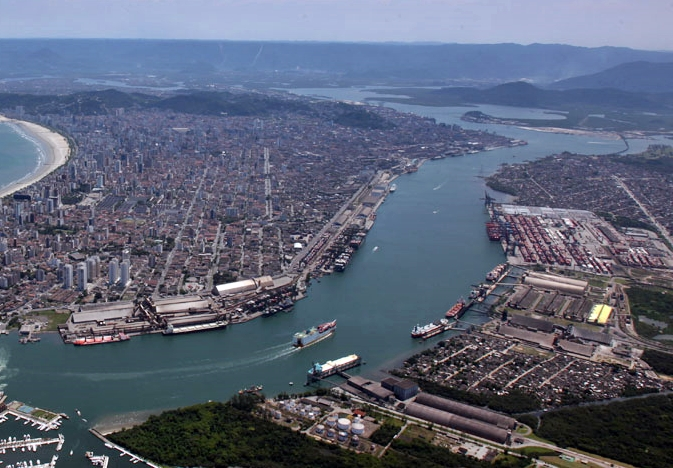
Vista aérea do Porto de Santos, com a cidade de Santos à esquerda, e Vicente de Carvalho à direita.

### Demografia

#### População urbana
| Crescimento população urbana | Crescimento população urbana | Crescimento população urbana | Crescimento população urbana |
| Censo                        | Pop.                         |                              | %±                           |
| ---------------------------- | ---------------------------- | ---------------------------- | ---------------------------- |
| 1960                         | 24 020                       |                              | —                            |
| 1970                         | 59 746                       |                              | 148,7%                       |
| 1980                         | 83 419                       |                              | 39,6%                        |
| 1991                         | 111 120                      |                              | 33,2%                        |
| 2000                         | 130 388                      |                              | 17,3%                        |
| 2010                         | 151 950                      |                              | 16,5%                        |
| Fonte: IBGE e Fundação SEADE |                              |                              |                              |

#### População total
Pelo Censo 2010 (IBGE) a população total do distrito era de 151 950 habitantes.

### Área territorial
A área territorial do distrito é de 42,716 km².

### Bairros
No distrito de Vicente de Carvalho ficam alguns dos maiores bairros da cidade, como o Jardim Boa Esperança, Parque Estuário, a Vila Áurea e o Paecará. Localiza-se também em Vicente de Carvalho a Base Aérea de Santos.

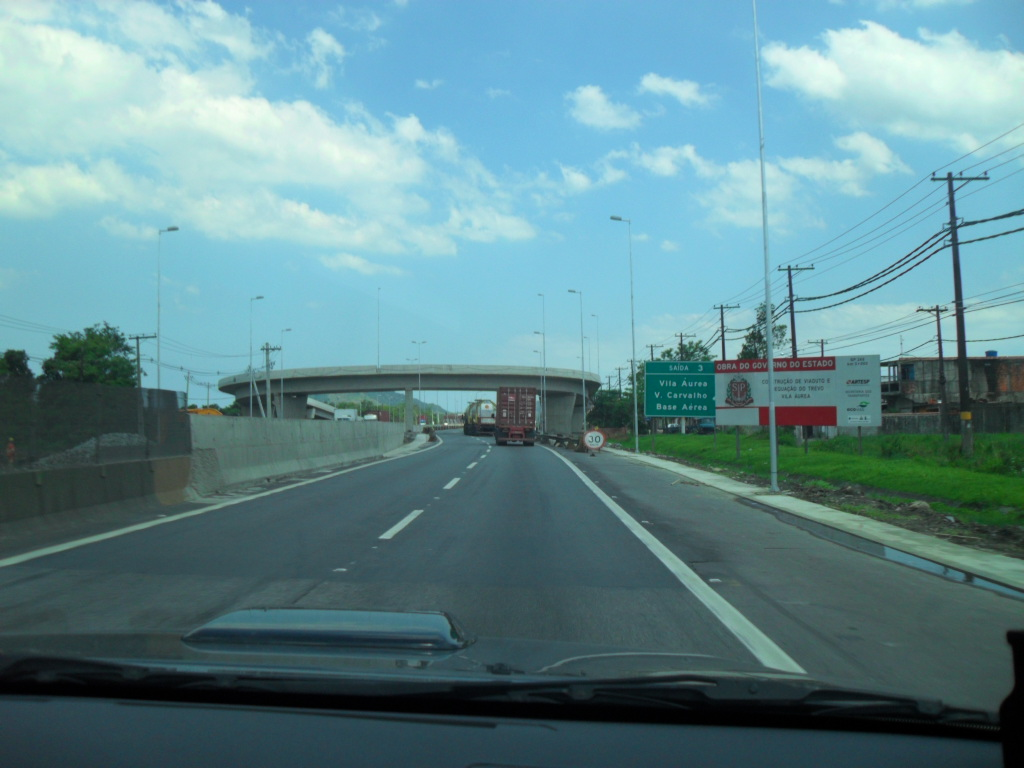
Principal acesso para Vicente de Carvalho.

### Rodovias
O principal acesso à Vicente de Carvalho é a Rodovia Cônego Domenico Rangoni (SP-55).

### Clima
O clima é clima tropical úmido Af, com chuvas abundantes durante todo o ano, concentradas nos meses de verão e com uma ligeira diminuição no inverno. A temperatura média anual fica em torno 22 °C, com média mínima de 18 °C e a média máxima é de 25 °C. Seu índice pluviométrico anual é de 2 390 milímetros (mm).
| 'Dados climatológicos para Vicente de Carvalho' | 'Dados climatológicos para Vicente de Carvalho' | 'Dados climatológicos para Vicente de Carvalho' | 'Dados climatológicos para Vicente de Carvalho' | 'Dados climatológicos para Vicente de Carvalho' | 'Dados climatológicos para Vicente de Carvalho' | 'Dados climatológicos para Vicente de Carvalho' | 'Dados climatológicos para Vicente de Carvalho' | 'Dados climatológicos para Vicente de Carvalho' | 'Dados climatológicos para Vicente de Carvalho' | 'Dados climatológicos para Vicente de Carvalho' | 'Dados climatológicos para Vicente de Carvalho' | 'Dados climatológicos para Vicente de Carvalho' | 'Dados climatológicos para Vicente de Carvalho' |
| Mês                                             | Jan                                             | Fev                                             | Mar                                             | Abr                                             | Mai                                             | Jun                                             | Jul                                             | Ago                                             | Set                                             | Out                                             | Nov                                             | Dez                                             | Ano                                             |
| ----------------------------------------------- | ----------------------------------------------- | ----------------------------------------------- | ----------------------------------------------- | ----------------------------------------------- | ----------------------------------------------- | ----------------------------------------------- | ----------------------------------------------- | ----------------------------------------------- | ----------------------------------------------- | ----------------------------------------------- | ----------------------------------------------- | ----------------------------------------------- | ----------------------------------------------- |
| Temperatura máxima média (°C)                   | 28                                              | 28,6                                            | 28                                              | 26,1                                            | 24,5                                            | 22,9                                            | 22,6                                            | 22,4                                            | 23,5                                            | 24,7                                            | 26                                              | 26,8                                            | 25,3                                            |
| Temperatura média (°C)                          | 25,1                                            | 25,2                                            | 24,4                                            | 22,3                                            | 20,3                                            | 18,8                                            | 18,8                                            | 19,3                                            | 20,3                                            | 21,6                                            | 22,8                                            | 23,4                                            | 21,9                                            |
| Temperatura mínima média (°C)                   | 22,2                                            | 21,9                                            | 20,8                                            | 18,5                                            | 16,2                                            | 14,8                                            | 15                                              | 16,3                                            | 17,1                                            | 18,5                                            | 19,6                                            | 20,1                                            | 18,4                                            |
| Precipitação (mm)                               | 295                                             | 307                                             | 304                                             | 225                                             | 162                                             | 111                                             | 101                                             | 96                                              | 142                                             | 204                                             | 196                                             | 247                                             | 2 390                                           |
| Fonte: Climate-Data.org                         |                                                 |                                                 |                                                 |                                                 |                                                 |                                                 |                                                 |                                                 |                                                 |                                                 |                                                 |                                                 |                                                 |

## Serviços públicos

### Registro civil
Atualmente é feito no próprio distrito, pois o Cartório de Registro Civil das Pessoas Naturais do distrito ainda continua ativo.

### Saneamento
O serviço de abastecimento de água é feito pela Companhia de Saneamento Básico do Estado de São Paulo (SABESP).

### Energia
A responsável pelo abastecimento de energia elétrica é a Neoenergia Elektro, antiga CESP.

### Telecomunicações
O sistema de telefones automáticos foi inaugurado no distrito em 1969 pela empresa Serviços Municipais de Telefones Automáticos (SMTA), administrada pela Companhia Telefônica Brasileira (CTB). Já o sistema de discagem direta à distância (DDD) foi implantado em 1974 pela Telecomunicações de São Paulo (TELESP) com o código de área (0132).
Na década de 90 o código DDD do distrito foi alterado para (013), para padronização do sistema telefônico com a telefonia celular que estava sendo implantada em todo o estado.

## Aspectos gerais

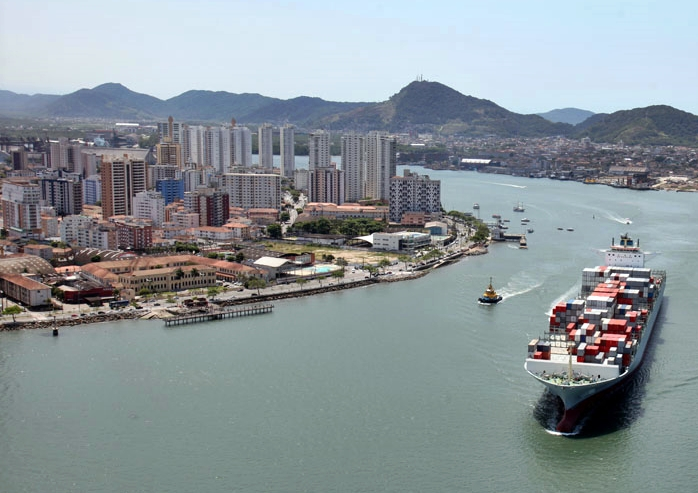
Canal de Santos, ao fundo vista de Vicente de Carvalho.

A avenida Tiago Ferreira é seu coração comercial com mais de quatrocentos estabelecimentos e em seu trecho final localiza-se a estação das barcas e catraias por onde circulam diariamente cerca de vinte mil pessoas em direção ao sistema de travessia com destino à cidade de Santos, do outro lado do estuário, onde se localiza um dos maiores portos do mundo.
O distrito apresenta diversidade cultural, com forte presença de nordestinos, catarinenses e libaneses que se instalaram no comércio. Tem presença marcante de estrangeiros devido ao cais de Conceiçãozinha.
Em Vicente de Carvalho morou o ex-presidente da República, Luiz Inácio Lula da Silva, que foi morador do distrito durante cerca de quatro anos logo após sua chegada do Nordeste por volta de 1952.
Já faz parte da cultura de Vicente de Carvalho a Feira do Rolo que acontece aos domingos na Rua Joana de Menezes Faro, onde se encontram peças curiosas e exóticas, de interesse para colecionadores.
No dia 5 de abril a comunidade de Vicente de Carvalho comemora o seu dia com extensa programação que inclui colocação de flores no busto do poeta e atividades culturais na Praça 14 Bis. Essa homenagem foi instituída pela Lei Municipal 1374/1978 pelo Prefeito Jayme Dayge.

## Atividades econômicas
Vicente de Carvalho foi responsável por mais da metade dos 26 milhões de reais arrecadados pela prefeitura em imposto sobre serviços (ISS) no ano de 2003. Isto é resultado das atividades desenvolvidas em terminais de contêineres e de fertilizantes, e do comércio local.

## Religião
O Cristianismo se faz presente no distrito da seguinte forma:

### Igreja Católica
- A igreja faz parte da Diocese de Santos[23].

### Igrejas Evangélicas
- Congregação Cristã no Brasil[24].